# Mese mariano
Mese mariano (‚Marienmonat‘) ist eine Oper (Originalbezeichnung: „Bozzetto lirico“) in einem Akt von Umberto Giordano (Musik) mit einem Libretto von Salvatore Di Giacomo nach dessen eigenem neapolitanischen Dialektdrama ’O mese mariano (1898). Die Uraufführung fand am 17. März 1910 im Teatro Massimo in Palermo statt. Die überarbeitete endgültige Fassung wurde erstmals am 15. November 1913 im Teatro Dal Verme in Mailand gezeigt.

## Handlung

### Einleitung
Dem Armen- und Krankenhaus „Reale Albergo dei Poveri“ in Neapel ist ein Waisenhaus angeschlossen, das unter der Obhut der sogenannten „französischen Schwestern“ steht. Diese kümmern sich für einen Teil des Tages um einige der im Krankenhaus behandelten Kinder. Das prächtige Gebäude, das Charles III. in Neapel erbaute, beherbergt nicht weniger als 3000 arme Menschen, darunter alte Leute und Kinder. Die Nonnen unterrichten die Mädchen und lehren sie Sticken, Nähen und das Basteln von Papierblumen. Die Jungen, die ihre Schlafräume in einem anderen Teil des Gebäudes haben, werden von den Nonnen beaufsichtigt, und sie erhalten eine einfache Ausbildung. Die Nonnen können sich jedoch aufgrund der großen Zahl der Kinder und ihrer ständigen Fluktuation nicht um jedes einzelne kümmern. Viele neue Leute betreten und verlassen das Gebäude, viele werden im abseits gelegenen Krankenhaus aufgenommen.

### Inhalt
Der große Hof des Kindergartens; rechts die offene Tür zur Schule und weiter vorne die Tür der Pförtnerwohnung; links die kleine Kirche; in der Ferne die Stadt Neapel mit der großen Statue des heiligen Januarius und der Vesuv; ein Nachmittag im Mai
Szene 1. Schwester Celeste arbeitet an einer Stickerei, während sie die im Hof spielenden Kinder beaufsichtigt. [In der Erstfassung kauft Schwester Maria bei einigen Straßenverkäufern Lebensmittel.] Als die Oberin mit zwei kleinen Mädchen eintrifft, beenden die Kinder ihr Spiel besorgt.
Szene 2. Die Schwestern Maria und Pazienza helfen Celeste dabei, die Kinder zur Ordnung zu rufen, da die Gräfin, eine wichtige Unterstützerin des Heims, ihren Besuch angekündigt hat. Die Oberin beauftragt das Mädchen Valentina, der Gräfin zum Empfang einen Blumenstrauß zu überreichen und ein Gedicht vorzutragen.
Szene 3. Die Gräfin trifft mit einem Diener ein, der eine große Kiste trägt. Die Kinder heißen sie mit einem Lied willkommen und erhalten Geschenke aus der Kiste. Anschließend trägt Valentina ihr Sonett vor. Unterdessen hat sich auch der Rektor zu ihnen gesellt, und eine Nonne bringt heiße Schokolade und Kuchen. [In der Erstfassung kommen zu diesem Zeitpunkt einige Fischer aus der Kirche. Pietro, der selbst in diesem Waisenhaus aufgewachsen war, erzählt, wie sie nach einem Gebet an die Madonna einen Sturm überlebten.] Der Rektor lädt die Gräfin ein, die neu renovierte Kirche zu besichtigen.
Szene 4. Celeste und Maria bringen die Kinder in den Garten, und die Schwestern Agnese und Pazienza räumen den Hof auf. Da erscheint Carmela, eine einfache Frau. [In der Erstfassung hat sie ihre kleine Tochter Maddalena dabei.] Sie bittet bescheiden darum, ihren Sohn Antonino sehen zu dürfen. Während Agnese in die Kirche geht, um die Oberin zu holen, erkennt Pazienza in Carmela eine alte Freundin aus der Zeit vor ihrem Eintritt in den Orden, als sie noch den Namen Nina trug. Als die Oberin zurückkehrt, muss Carmela erklären, warum ihr Sohn einen anderen Nachnamen trägt als sie selbst. Da ihr die Geschichte peinlich ist, beginnt Pazienza mit der Erzählung: Carmela habe als Sechzehnjährige ihre Mutter verloren und sei auch von ihrem Vater vernachlässigt worden. Dann habe sie sich in einen Arbeiter verliebt, der sie schwängerte und verließ. Carmela selbst fährt fort: Später habe sie einen anderen Mann gefunden, der jedoch darauf bestanden habe, den gerade ein Jahr alten Säugling abzugeben. Eine kinderlose Schneiderin habe ihn aufgenommen. Sie sei jedoch einige Jahre später gestorben, und so musste Carmela den Jungen ins Heim geben. Dieser Teil der Geschichte war auch Pazienza noch nicht bekannt. Pazienza begibt sich mit Carmela in die Kirche, während sie auf ihren Sohn warten. Plötzlich erscheinen die Schwestern Agnese, Cristina, Maria und Celeste aufgebracht auf der Terrasse und berichten, dass der Junge in der vergangenen Nacht gestorben sei. Niemand wagt es, der Mutter diese Nachricht mitzuteilen. Als Carmela und Pazienza wieder aus der Kirche kommen, greifen sie zu einer Notlüge: Antonino sei noch in der Schule. Die Kinder begeben sich allerdings in diesem Moment singend in die Kirche, die sie anlässlich des Marienmonats mit Blumen schmücken sollen. Carmela will zu ihnen eilen, wird aber von der Oberin zurückgehalten: Sie dürfe die Kinder nicht ablenken. Die Nonnen behaupten, sie hätten den Jungen in der ersten Reihe gesehen. Damit muss sich die Mutter zufriedengeben. Sie darf die Kirche nicht mehr betreten. Carmela gibt Schwester Cristina ein bereits kalt gewordenes Stück Kuchen für den Jungen und verabschiedet sich traurig. Während sie geht, bildet sie sich ein, unter den singenden Kindern die Stimme Antoninos zu erkennen.

## Gestaltung

### Orchester
Die Orchesterbesetzung der Oper umfasst die folgenden Instrumente:
- Holzbläser: zwei Flöten, zwei Oboen, zwei Klarinetten, zwei Fagotte
- Blechbläser: vier Hörner, zwei Trompeten
- Pauken, Schlagzeug
- Harfe
- Streicher
- Bühnenmusik hinter der Szene: Harmonium, Glocken

### Libretto
Das Libretto steht im Stil des regionalistischen Verismo. Der Schwerpunkt liegt auf den Emotionen der handelnden Personen und dem ungewöhnlichen Umfeld, das in den Szenenangaben detailliert beschrieben ist. Diesem Ziel ordnete der Librettist Salvatore Di Giacomo auch eine dramatische Handlungsentwicklung unter. Beispielsweise wird der Ursache für den Tod des Jungen nicht nachgegangen, und auch das Verhalten der Mutter wird nicht hinterfragt.

### Musik
Die Musiksprache ist für diese Schaffensphase des Komponisten Umberto Giordano ungewöhnlich schlicht. Sie entspricht darin dem spielerischen und religiösen Charakter des vertonten Texts sowie dem Umfeld der Kinderspiele und der Nonnen. Die Ouvertüre steht in einer dreiteiligen A-B-A-Form, deren Rahmenteile sich am Aufbau eines Kinderliedes orientieren. Der weitere Verlauf ist von Kinderspielen und -liedern geprägt. Der Dialog zwischen Rektor, Oberin und Schwestern wechselt zwischen schlichten Rezitativen und gesprochenen Dialogen. Letztere straffte Giordano in der Zweitfassung der Oper deutlich. Mit dem Eintreffen Carmelas ändert sich der Stil hin zu einem leidenschaftlichen und gefühlsbetonten Ausdruck. Deren Partie ist trotz der zurückhaltenden musikalischen Ausarbeitung der Oper sehr differenziert gestaltet und besitzt eine Fülle von melodischen Ideen.
Während sich Carmela mit Schwester Pazienza in der Kirche befindet, gibt es ein Intermezzo, das die Stimmung des Sonnenuntergangs naturalistisch abbildet. Im Schluss verarbeitet Giordano noch einmal die Musik der Ouvertüre. Die in die Kirche ziehenden Kinder singen zum A-Teil einen Choral, und der B-Teil dient als Grundlage des Gesprächs Carmelas und der Schwestern. Dieses Verfahren hebt die statische Form der gesamten Oper hervor, die aus einem einzigen „in sich ruhende[n] Bild“ besteht. Das Geschehen hinterlässt keinen dauerhaften Eindruck im Tagesablauf des Heims.

## Werkgeschichte
Das Libretto für Umberto Giordanos kurze Oper Mese mariano verfasste Salvatore Di Giacomo. Es ist eine Überarbeitung von dessen eigenem neapolitanischen Dialektdrama ’O mese mariano aus dem Jahr 1898, das damals in einer italienischsprachigen Fassung in ganz Italien gespielt wurde. Tief beeindruckt von einer Aufführung im Teatro dei Filodrammatici in Mailand bat Giordano den Dichter um die Genehmigung zur Vertonung und überredete ihn, das Drama selbst für die Oper anzupassen. In einem Interview mit dem Corriere della Sera erläuterte er die aus seiner Sicht notwendigen Änderungen: „Es gibt so viel Wahrheit, soviel Mitgefühl und soviel Freundlichkeit in diesem Akt meines lieben Salvatore! Ich erkannte jedoch, dass die ganzen Bewegungen der Charaktere, mit denen der Akt öffnet, nicht viel Gelegenheit bot, um Musik zu machen, während mir die so dicht mit schmerzhafter Poesie angefüllte Szene der Mutter überwiegend musikalisch erschien. Salvatore Di Giacomo wird das Umfeld durch die Verlegung der Szene in den Garten des Heims vollständig ändern. Es ist Mai, und der Garten ist voller Licht, voller Blumen, voller Sonne.“ Der Untertitel „Bozzetto lirico“ (‚Opernskizze‘) deutet darauf hin, dass Giordano das Werk als Fragment einer Oper betrachtete. Giordano verpflichtete sich dem Musikverlag Sonzogno gegenüber, die Partitur bis Dezember 1909 abzuliefern. Im Sommer 1908 arbeiteten er und Salvatore Di Giacomo intensiv an dem Werk, häufig zusammen in Giordanos „Villa Fedora“ in Baveno.
Die Uraufführung fand am 17. März 1910 im Teatro Massimo in Palermo statt. Die musikalische Leitung hatte Leopoldo Mugnone. Es sangen Livia Berlendi (Carmela), Vittoria D’Ornelli (Gräfin), Gennaro Curci (Don Fabiano), Maria De Loris (Mutter Oberin), Rosa Garavaglia (Pazienza), Maria Llacer-Casali (Cristina) und Arturo Romboli (Pietro). Kombiniert wurde das Werk mit Pietro Mascagnis Oper Amica. Die Aufführung war erfolgreich, aber nicht überragend.
Bereits im April desselben Jahres wurde die Oper zusammen mit Mascagnis Cavalleria rusticana unter dessen Leitung im Teatro Costanzi in Rom gespielt. Die Hauptrolle sang Emma Carelli. Hier war der Erfolg größer als bei der Uraufführung. Im Juli 1910 wurde sie in Buenos Aires gezeigt. Auch in Montevideo, Wien, Budapest, Kairo, Venedig und Neapel gab es Aufführungen, letztere unter dem Dirigenten Vittorio Gui im Teatro San Carlo.
Für eine Produktion in Mailand 1913 überarbeitete Giordano die Oper stark. Dabei entfernte er unter anderem die Figur des Fischers Pietro. Zwei Szenen fielen fort, und sein Gebet „O Vergine divina“ übernahm der Chor. Diese endgültige Fassung hatte am 15. November 1913 im Teatro Dal Verme Premiere, wo sie mit Vittorio Gnecchis Oper Cassandra kombiniert wurde.
Weitere nachweisbare Produktionen waren:
- 1933: Luzern – deutsche Übersetzung von Max Kalbeck.[6]
- 1937: Teatro Carignano, Turin – Dirigent: Umberto Berrettoni; mit Humperdincks Hänsel und Gretel.[5]
- 1938: Genua.[6]
- 1940: Teatro alla Scala, Mailand.[6]
- 1949: Teatro La Fenice, Venedig – Inszenierung: Gilda dalla Rizza; mit Jules Massenets Le jongleur de Notre-Dame.[5]
- 1955: Carnegie Recital Hall, New York.[7]
- 1971: Teatro Nuovo, Turin – mit Pietro Mascagnis Silvano.[5]
- 1992: Teatro del Giglio, Lucca.[8]
- 1992: Teagro G. B. Pergolesi, Jesi.[8]
- 1998: Martina Franca, Festival della Valle d’Itria – mit Giordanos Il re.[8]
- 1999: Orvieto, Spazio Musica Opera e Concerti.[8]
- 2002: Baveno, Festival Umberto Giordano.[8]
- 2013: Festival dei Due Mondi, Spoleto – mit Giacomo Puccinis Le Villi.[9]
- 2017: Teatro La Nuova Fenice, Osimo.[10]
- 2022: Opéra Royal de Wallonie, Lüttich – Dirigentin: Oksana Lyniv, Inszenierung: Lara Sansone; mit Giacomo Puccinis Suor Angelica.[11]

Giacomo Puccinis acht Jahre später uraufgeführte Oper Suor Angelica weist einige Parallelen zu Giordanis Werk auf. Beide Opern spielen in einem von Nonnen geprägten Umfeld: Mese mariano in einem Waisenhaus und Suor Angelica in einem Kloster. In beiden Fällen ist die Hauptfigur eine Mutter, die von ihrem unehelichen Kind getrennt leben muss. Auch stilistisch gibt es Ähnlichkeiten.

## Aufnahmen
- vor 1951 – Gianfranco Ricoli (Dirigent), Orchester und Chor des Teatro alla Scala Mailand.
 Wiktoria Calma (Carmela), Renata Villiani (Gräfin), Teodoro Rovetta (Don Fabiano), Vittoria Palombini (Mutter Oberin), Margherita Elias Casals (Pazienza), Lina Cavalieri (Celeste und Maria), Ada Bignozzi (Cristina und Agnese).
 Colosseum CLPS 1023 (1 LP)/Premiere 1705 (1 CD).[13][14]:5319
- 4. Februar 1967 – Franco Caracciolo (Dirigent), Orchester und Chor des Teatro San Carlo Neapel.
 Clara Petrella (Carmela), Ada Finelli, Rosa Laghezza, Mafalda Micheluzzi.
 Live aus Neapel.
 EJS401 (1 LP).[14]:5320
- 6./8. August 1998 – Renato Palumbo (Dirigent), Orchestra Filarmonica Marchigiana, Coro dell’Ente Artistico Teatro Petruzzelli di Bari, Coro di voci bianchi della Scuola Elementare „Marconi“ di Martina Franca.
 Patrizia Ciofi (Carmela), Rosella Ressa (Gräfin), Giacomo Rocchetti (Don Fabiano), Maria Miccoli (Mutter Oberin), Monica Sesto (Pazienza), Rossana Potenza (Celeste), Raffaela Liccardi (Cristina), Giuliana Carone (Agnese), Loredana Cinieri (Maria).
 Live aus dem Palazzo Ducale in Martina Franca; mit Giordanos Oper Il re.
 Dynamic CDS231.[15][14]:5321
- 2022 – Oksana Lyniv (Dirigent), Lara Sansone (Inszenierung und Kostüme), Gabriela Salaverri (Kostüme), Francesca Mercurio (Ausstattung), Luigi Della Monica (Licht), Orchester und Chöre der Opéra Royal de Wallonie Lüttich.
 Serena Farnocchia (Carmela), Aurore Bureau (Gräfin), Patrick Delcour (Don Fabiano), Violeta Urmana (Mutter Oberin), Sarah Laulan (Pazienza), Chantal Glaude (Celeste), Julie Bailly (Cristina), Réjane Soldano (Agnese), Natacha Kowalski (Maria), Irina Balta-Les, Chloé Lengelé (Valentina).
 Video; live aus der Opéra Royal de Wallonie in Lüttich.
 Videostream von France Télévisions; mit Giacomo Puccinis Suor Angelica.[11]